# Farman

Farman (Фарман) — з 1908 року французький виробник літаків та автомобілів. Штаб-квартира розташована в місті Шатофор. У 1931 році компанія припинила виробництво автомобілів.

## Брати Фарман
У сім'ї Фарман було троє дітей, старшого з них звали Річард і народився він у 1872 році в Лондоні, середнього брата за документами звали Генрі і народився він через два роки після свого старшого брата в місті Париж, а третій брат по імені Моріс Ален народився там же в 1877 році. Батько хлопчиків, британець, був досить успішним журналістом, який одружився з француженкою і працював в основний свій час на британську пресу у Франції, а тому середнього брата всі кликали на французький манер — Анрі (Henry).
Хлопчики росли в достатку, сім'я змогла дати хлопцям гарну освіту. Так Анрі навчався у Школі образотворчих мистецтв, але в 14 років захопився велосипедами, теж поки що далеко недешевою забавою. На щастя, батьки не стали заперечувати і дозволили займатися велоспортом як Анрі, так і Морісу. У 1892 році середній брат виграє чемпіонський титул у Франції, а через рік кубок чемпіона дістається і молодшому з братів. У 1895 році брати почали виступати на тандемних велосипедах, і три роки поспіль ніхто не міг їх випередити, вони були чемпіонами. У 1897 році Анрі переходить на моторизовані техніку, тоді ж він виграє перегони в Кот-де-Шантелу на 1.75-сильному трициклі, молодший брат також перемикається на трицикли і автомобілі. У березні 1901 року проходять перші гонки, в назві яких використовувалися слова Гран-прі, — Grand Prix du Sud-Ouest, тобто Гран-прі Південного Заходу, що проводилися в районі По. Обидва брати беруть участь у 150-кілометровому змаганні, і обидва отримують золоті кубки. Анрі Фарман брав участь на Darracq, і виграє в класі легких автомобілів приз Grand Prix du Palais d'Hiver. Молодший, Моріс Ален, сів за кермо 24-сильного Panhard et Levassor, і за ним залишається клас важких автомобілів — Grand Prix de Pau, і перше місце в загальному заліку. Крім цих кубків було ще два класи — "войтюреток" (автомобілів вагою до 400 кг) і трициклів.

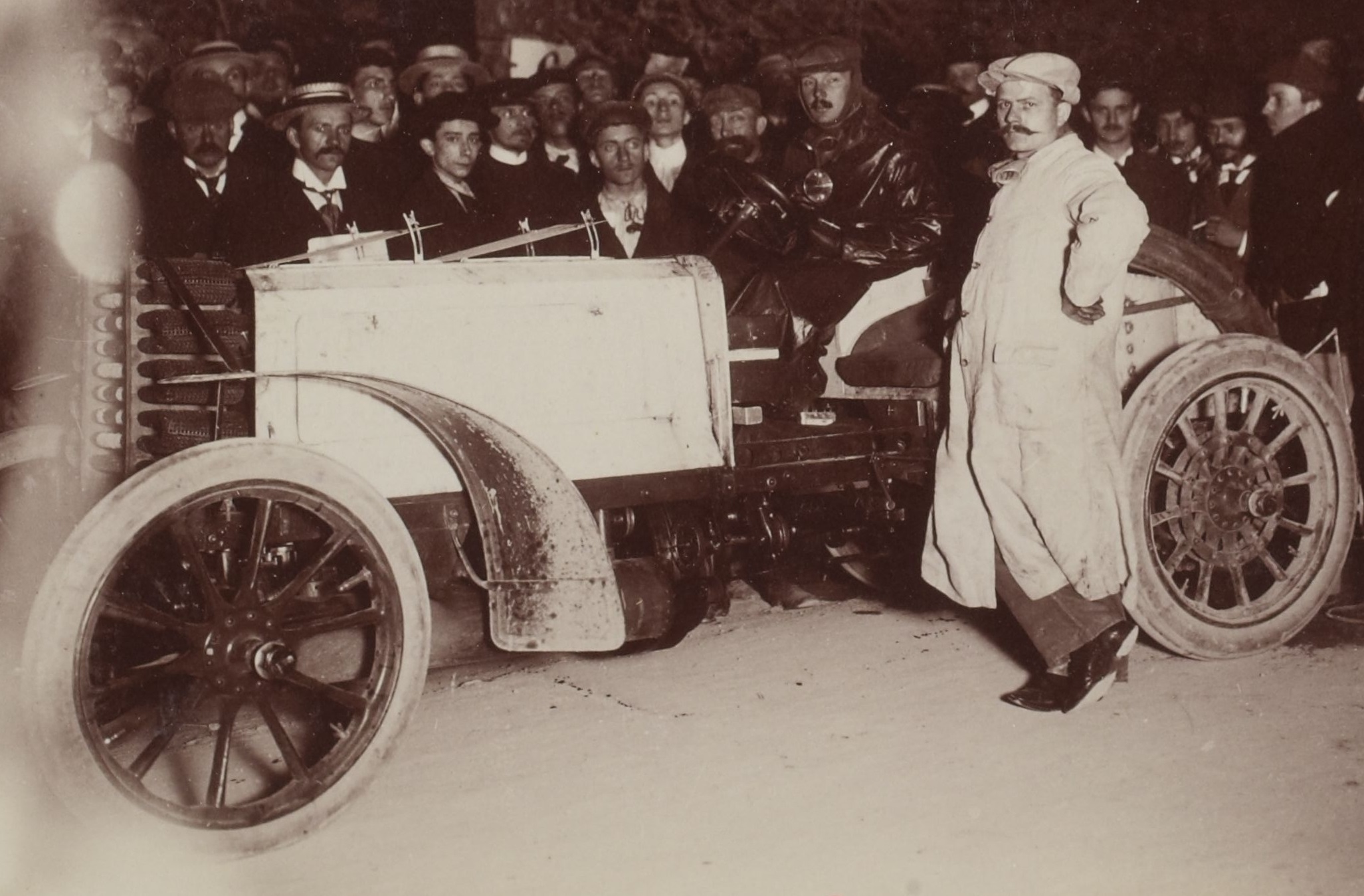
Моріс Фарман біля Panhard et Levassor 80CV на гонці Париж-Відень, де він приходить другим до фінішу

Після цього пішли гонки Ніцца-Салон-Ніцца, де Анрі приходить 11 в загальному заліку і першим в класі "войтюреток". Наприкінці травня Моріс бере участь у 570-кілометровому Париж-Бордо, де поступається тільки Фурньє, що керував потужним Mors, а Анрі зміг прийти тільки сьомим. Через місяць Анрі стартує в ралі Париж-Берлін, де керує автомобілем марки Panhard, до фінішу він приходить четвертим, а Моріс, на жаль, не доходить до кінцевого пункту призначення. Через рік Моріс посідає перше місце у марафоні Париж-Аррас-Париж, а його брат — четверте, але друге у своєму класі легких автомобілів. У червні 1902 року проходить марафон Париж-Відень, їх виграє Марсель Рено, а через 13 хвилин після нього фінішує Анрі Фарман, проходить ще 19 хвилин, і до фінішу приходить Моріс Фарман, обидва брати представляли інтереси фірми Panhard. У марафоні Париж-Мадрид удача відвертається від братів, Анрі взагалі потрапляє в аварію і травмується. Але це не завадило йому виграти у відбірковому турі Франції для участі в "Кубку Гордона Беннетта", в яких він займає почесне третє місце, слідом за Камілем Дженатці, що виступав на Mercedes, і одноклубника шевальє барона де Кнюфа. Моріс Фарман пішов з гонок після Париж-Мадридського марафону, оскільки на його руках помер його товариш Марсель Рено, що сильно вразило молоду людину.
Річард "Дік" Фарман не займався дурницями і розвагами, він встиг побудувати трамвайну лінію на електротязі в Ріо-де-Жанейро. Після чого повернувся до Європи, де заробляв гроші у своїй компанії Farman et Cie. Окрім продажу автомобілів марок Panhard, Clement, Coronet, Argyll, Mascot, Daimler, Victrix, De Dion, Renault і Zust в Англії і Франції, він був помічений і як співзасновник "Товариства виробників і продавців моторизованої техніки Великої Британії". У 1906 році брати вирішили випускати автомобілі, і навіть побудували 2-циліндровий 12-сильний автомобіль, який, однак, не вдалося реалізовувати в значних масштабах, тому задум швидко затих. 
Згодом Анрі Фарман захопився новим видом транспорту — літаками, хоча в останній раз він сів за кермо спортивного автомобіля для участі у Grand Prix de Dieppe 1908 року. Коли в 1907 році брати Вуазен стали виготовляти літаки, то одним з перших, хто вирішив звернутися до них, був Анрі Фарман, ставши третім покупцем. Однак Фарман перед здійсненням операції домовляється з Габріелем Вуазеном про те, що він має право внести зміни в конструкцію літака і не повинен буде виплатити суму в 13 000 франків за побудову, якщо той пролетить більше 1000 метрів. Вуазен з легкістю погоджується, оскільки вважав, що Анрі Фарман нічого не розуміє в літакобудуванні, проте все виявилося зовсім не так. У червні 1907 року Фарман отримує свій літак, він його відвозить на поле в Іссі-ле-Муліно, яке служило полігоном для французьких військових. Він будує за межами полігону сарай, у якому починає переробляти літак, випробовувати він його міг, за домовленістю з вояками, тільки вранці. Після постійних невдач, нарешті в жовтні 1907 року Фарману вдається плавно злетіти і поставити рекорд тривалості польоту, пролетівши 770 метрів, проте за договором з Вуазеном він мав подолати в польоті 1000 метрів або оплатити побудову літака. У грудні 1907 року Анрі робить свою першу спробу, однак літак один раз торкнувся землі і спробу не зарахували, тоді 13 січня 1908 року робиться друга спроба, і Фарману вдається першому з людей подолати в польоті більше кілометра. При цьому Фарман не просто пролетів по прямій, а подолав відстань, окресливши коло, тим самим заткнувши за пояс Орвілла Райта, який висловлював сумнів з приводу французького шляху розвитку літакобудування, який відрізнявся від американського.

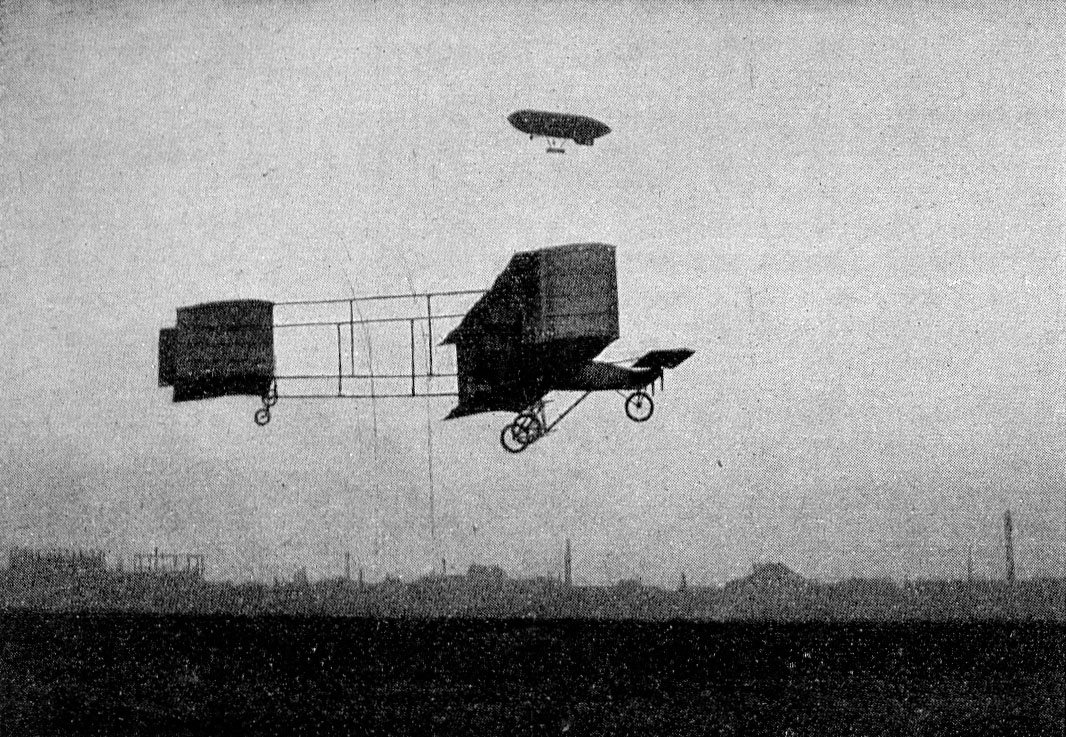
Анрі Фарман летить на літаку власної конструкції

Через два місяці Анрі Фарман подвоює дальність польоту, а в жовтні він здійснює перший політ між містами, вилетівши з Шалон-ан-Шампань в Реймс, це близько 27[джерело?] кілометрів. Летів він на висоті близько 40 метрів і зі швидкістю в 73 км на годину. Далі він став першим, хто злетів з пасажиром (з Ернестом Аркдаконом), потім він пролетів з пасажиром з Буї в Реймс. Якщо раніше Фарман ставав чемпіоном на велосипедах, потім на автомобілях, то тепер на біпланах. Всі ці авіашоу принесли йому непоганий дохід, оскільки тільки за рекорди він отримав близько 100 000 франків. Не відставав особливо від нього і молодший брат Моріс Ален, який теж ставить рекорди дальності і тривалості польотів нарівні з братом.

## Заснування компанії. Виробництво літаків
У 1908 році Анрі і Річард вирішують конструювати і випускати власні літаки, для чого створюється фірма Avions Farman, Анрі виступав як інженер-конструктор, а Річард відповідав за менеджмент компанії. Через рік з'являється перший літак фірми — Farman III, на якому Анрі ставить рекорд дальності, подолавши 180 км за 3 години і п'ять хвилин. До власної справи Анрі спонукала його сварка з Габріелем Вуазеном, який продав літак, спроектований Анрі Фарманом, британцеві Джону Муру-Брабазону. Цей джентльмен став першим британцем, що вчинив політ на території Великої Британії і отримав ліцензію пілота від британської спілки авіаторів, а його літаку був даний регістровий номер FLY 1. Майбутній барон був ще й гумористом, він заявив у пресі, що навіть свині вміють літати, і взяв із собою в один з польотів порося, тим самим вписавши себе в історію як пілота, що першим взяв на борт вантаж. 
У 1909 році Анрі Фарман відкриває школу пілотів у Шалон-сюр-Марн, його першим учнем стає британець Джордж Бертрам Кокберн, що мав ступінь ученого-хіміка, причому хіміка-дослідника. Бертрам Кокберн був відомий тим, що першим побудував аеродром у Великій Британії, а потім безоплатно навчав британських офіцерів льотній справі, він же став засновником слідчого комітету авіапригод. Як і Мур-Брабазон, Джордж Бертрам Кокберн припинив польоти через наполягання сім'ї після загибелі їхнього спільного друга Чарльза Роллса.
У 1912 році до братів приєднався і наймолодший — Моріс, який до того часу мав частку в "Палаці автомобілів" — великої компанії в Парижі, яка займалася продажем автомобілів марки Peugeot, також Моріс цікавився астрономією і разом з Фламмаріоном побудував обсерваторію. До Першої світової війни літаки Фарманів становили основний кістяк французької військової авіації, і вважалися одними з найкращих літаків на початок війни. Модельний ряд до 1919 року складався з дев'яти моделей, коли брати будують важкий бомбардувальник F.60 Goliath, здатний подолати 1500 км з важкими снарядами, вагою до 500 кг, однак якраз настає мирний час, і потреба у важкому бомбардувальнику відпадає. Тоді 8 лютого 1919 року відбувається перший рейсовий політ пасажирського літака з ініціативи Річарда "Діка" Фармана. Рейс проходив за маршрутом Париж-Лондон, проте британська влада відмовилась приймати у себе літак з 12 пасажирами, якщо керувати ним будуть цивільні пілоти. Так перший рейсовий літак — Farman F.60 Goliath, перероблений в пасажирський з бомбардувальника, повів лейтенант Боссутро з борт-механіком Лондом. Тривав переліт 2 години і сорок хвилин, зворотний виліт з Лондона до Парижа відбувся на наступний день. "Голіафа" продовжили випускати як у військовому варіанті, так і в цивільному, причому перший тип закуповувався такими країнами, як Японія і Радянський Союз.

## Початок виробництва автомобілів
У 1919 році брати Фарман знайомляться з автомобільним інженером Шарлем Вазежем, який мав досвід роботи у фірмі Адольфа Клемена і компанії Alda, в результаті народжується ідея створити автомобіль, який затьмарив би продукцію компанії Hispano-Suiza. Ситуацію підстьобував той факт, що мирний договір ставив під загрозу існуючі заводи, що належали Фарманам, адже під час війни компанія випускала по 11 літаків на день, а тепер попит на них катастрофічно впав. Вазеж взявся з ентузіазмом за справу, і до жовтня 1919 року на Паризькому автосалоні фірмою Société Farman Frères були показані шасі автомобіля моделі 40НР. Цей автомобіль отримав шестициліндровий 6.6 л 82-сильний двигун, який був побудований за типом авіаційних. Його сталевий блок (виготовлений з листів сталі) охолоджувався водою, а головка - повітрям, такий тип подвійного охолодження застосовували на Gobron-Brillie. Розподільний вал двигуна розташовувався зверху, а приводився він в дію за допомогою конічних зубчастих передач. Коробка передач з чотирма ступенями була оснащена скошеними гвинтовими зубами на двох вищих передач, це сприяло зниженню шумів від трансмісії, шасі сходового типу мали базу коліс в 3.62 м.

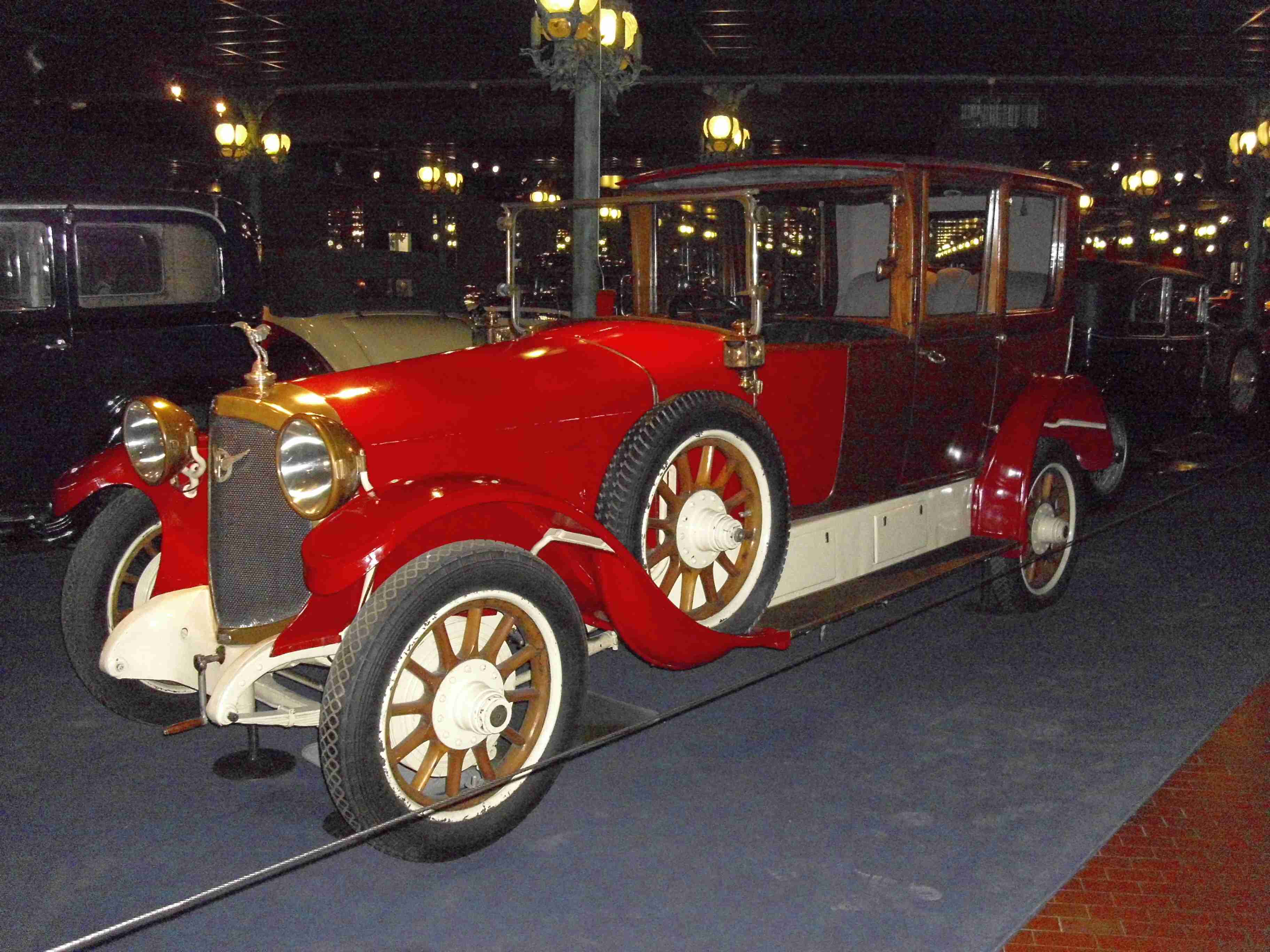
Farman Type A6B Coupé Chauffeur

Однак автомобіль був сирим і, розуміючи це, керівництво компанії відмовляється приймати замовлення на автомобіль під час демонстрації. Вазеж знову сідає за креслярський стіл, і в квітні 1920 року вже під назвою А6 з'являється доопрацьована машина з конусним зчепленням замість багатодискового, допрацьований двигун серійної машини розвивав вже 100 к.с.. Оскільки головка цього двигуна, як і на прототипі, охолоджувалася повітрям, то на панелі приладів встановили термометр, при критичній температурі водій міг увімкнути чотирилопатевий вентилятор, встановлений під капотом. Коли мотор охолоджувався до потрібної температури, його можна було вимкнути. Шасі також було доопрацьовано, проте машина не надходила у продажі аж до 1921 року, оскільки постійно щось доводилося доводити до розуму, після запуску в серію машина отримала індекс А6А.

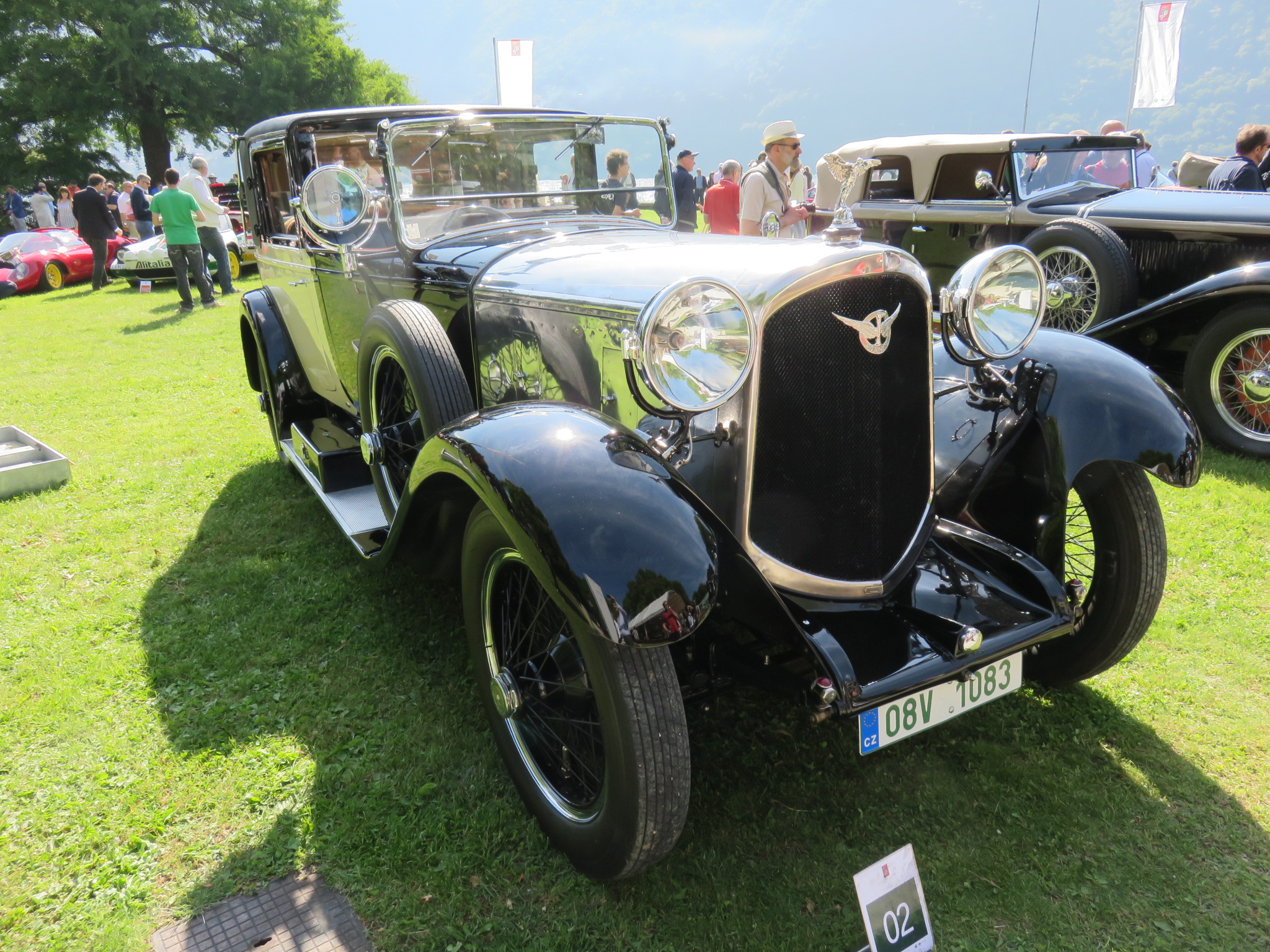
Farman A6B Coupé de Ville

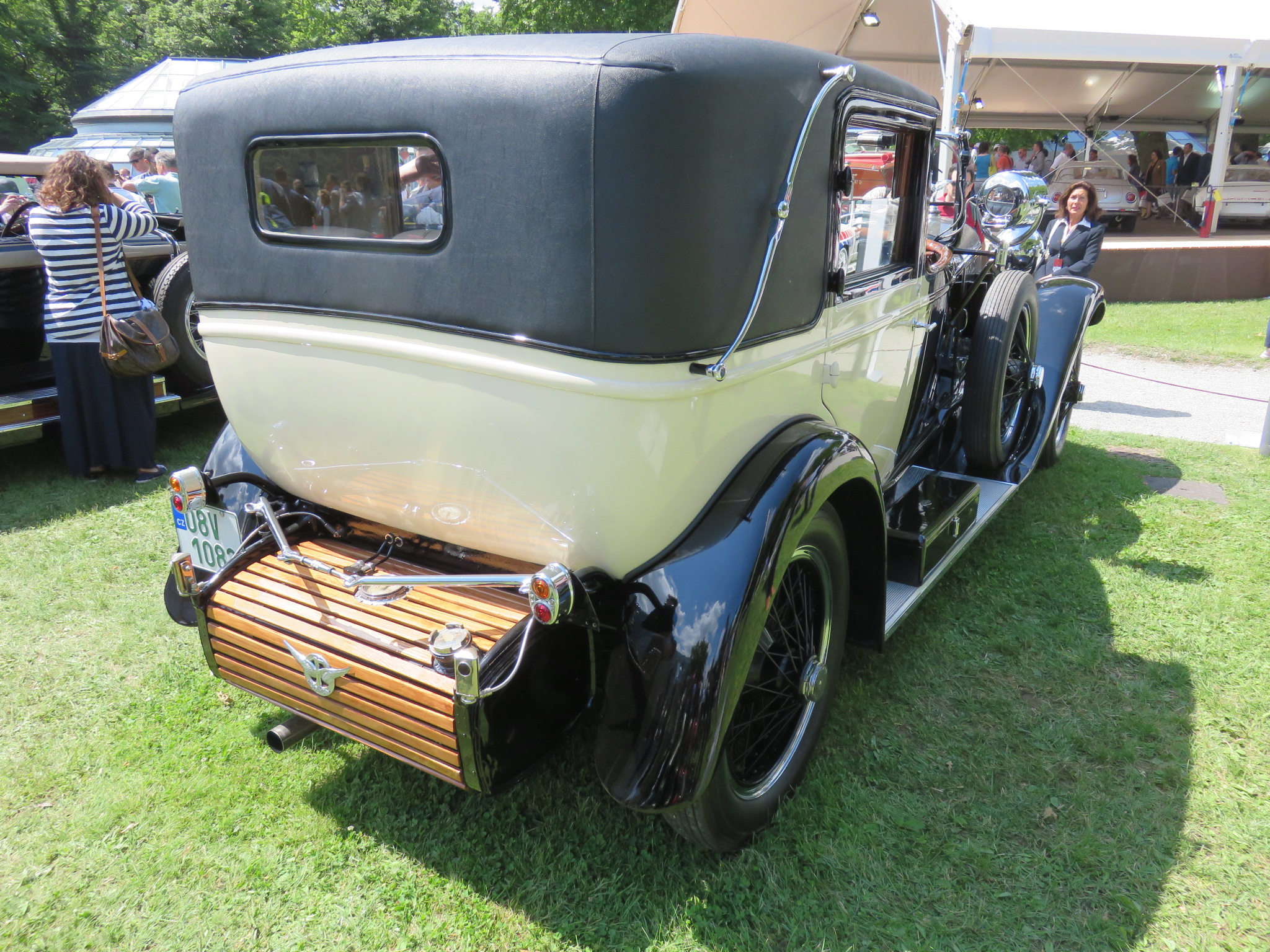
Farman A6B Coupé de Ville

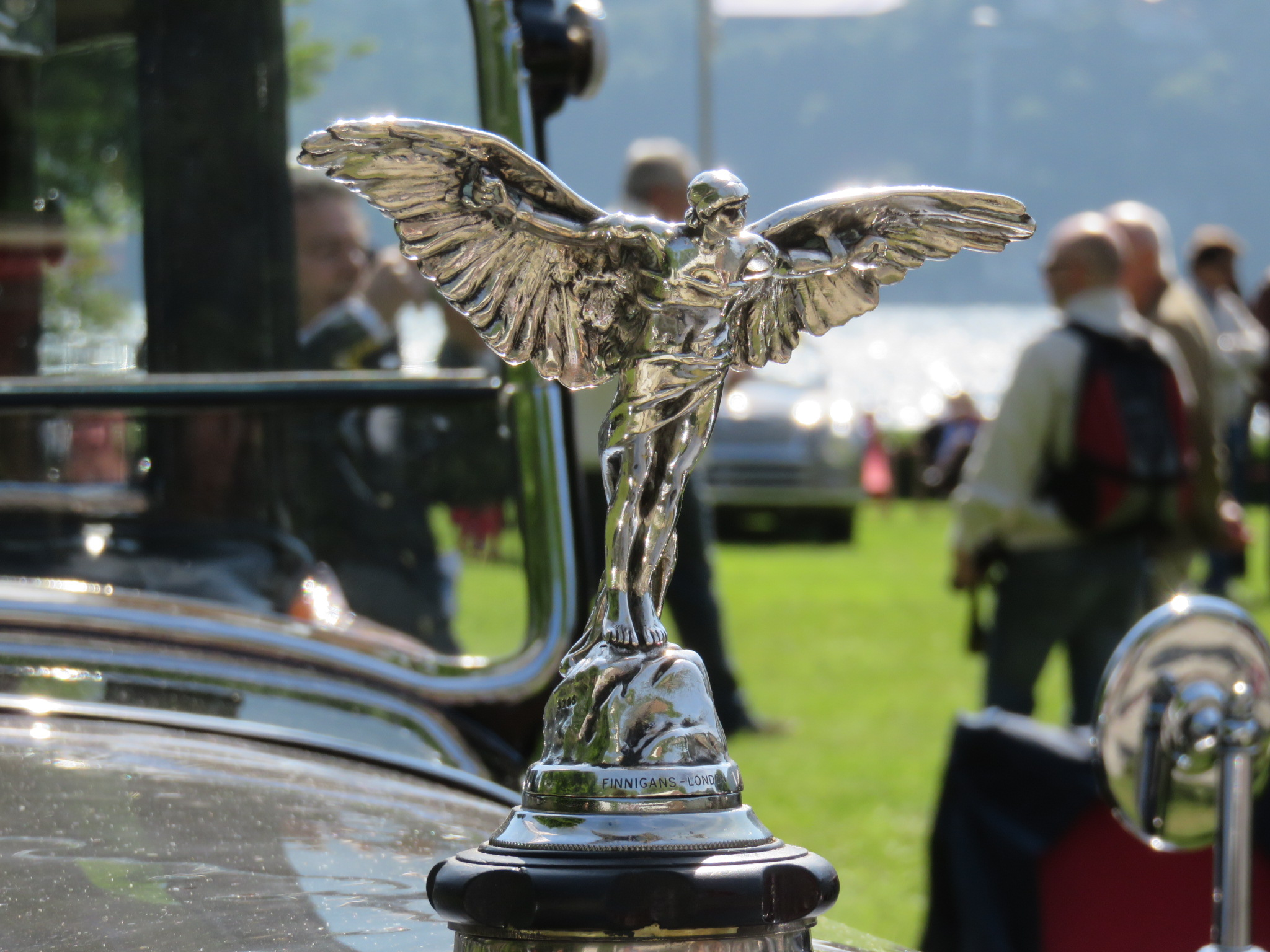
Ікар на пробці радіатора

У 1922 році машина отримує гальма всіх коліс з підсилювачем системи Перро, які були доопрацьовані Вазежем, разом з цим змінюється індекс моделі на А6B, проте, не дивлячись на всі достоїнства дорогого автомобіля, клієнти не шикувалися в чергу, віддаючи перевагу Hispano-Suiza, що не тільки виявляються дешевшими, але і досконалішими технічно, а ще легше управлялися. Кузови для своїх автомобілів фірма будувала сама, оскільки мався великий досвід у спорудженні фюзеляжів літаків, але це не заважало рідкісним клієнтам замовити тільки шасі, які вони могли одягнути в ательє типу Barker, H.J. Mulliner, Moulbacher, Labourdette, Windovers або Million-Guiet. Автомобіль з кузовом торпедо і повною масою в 2.4 тонни міг розігнатися до 144 км на годину, саме до такої швидкості змогли розігнати машину журналісти з автомобільного видання "La Vie Automobile" по дорозі з Шартра в Шатоден, при цьому витрачав він всього 22 л на сто кілометрів, що для такого великого мотора було не так вже й багато. Також в 1922 році на решітці радіатора вперше з'являється маскот у вигляді Ікара, який був створений Коліном Джорджем і називався "La Conquete de I Air".
У 1922-1923 роках будуються шоу-кари з алюмінієвими аеродинамічними кузовами для рекордних заїздів, але достеменно не відомо, чи брали вони участь в офіційних заїздах, але один з Farman в 1922 році встановив рекорд з підйому на пагорб Корніш, що біля Монако, під управлінням Луї Меньєна. Всього було побудовано два шоу-кари на укорочених шасі моделі Туре А6А, у першого закритий кузов був побудований з алюмінієвих листів, закріплених через заклепки до дюралевого каркаса (за подобою літакових фюзеляжів), для посадки пасажирів і водія з одного боку піднімалася наверх частина даху, а крила-бризговики, що розкинулися вздовж кузова, можна було скласти. У купе також в задній вазі для кращого розміщення ваги були встановлені запасні колеса, а перед ними встановили акумуляторну батарею та інструменти. Другий шоу-кар був технічно ідентичний, тільки відрізнявся відкритим високим кузовом.

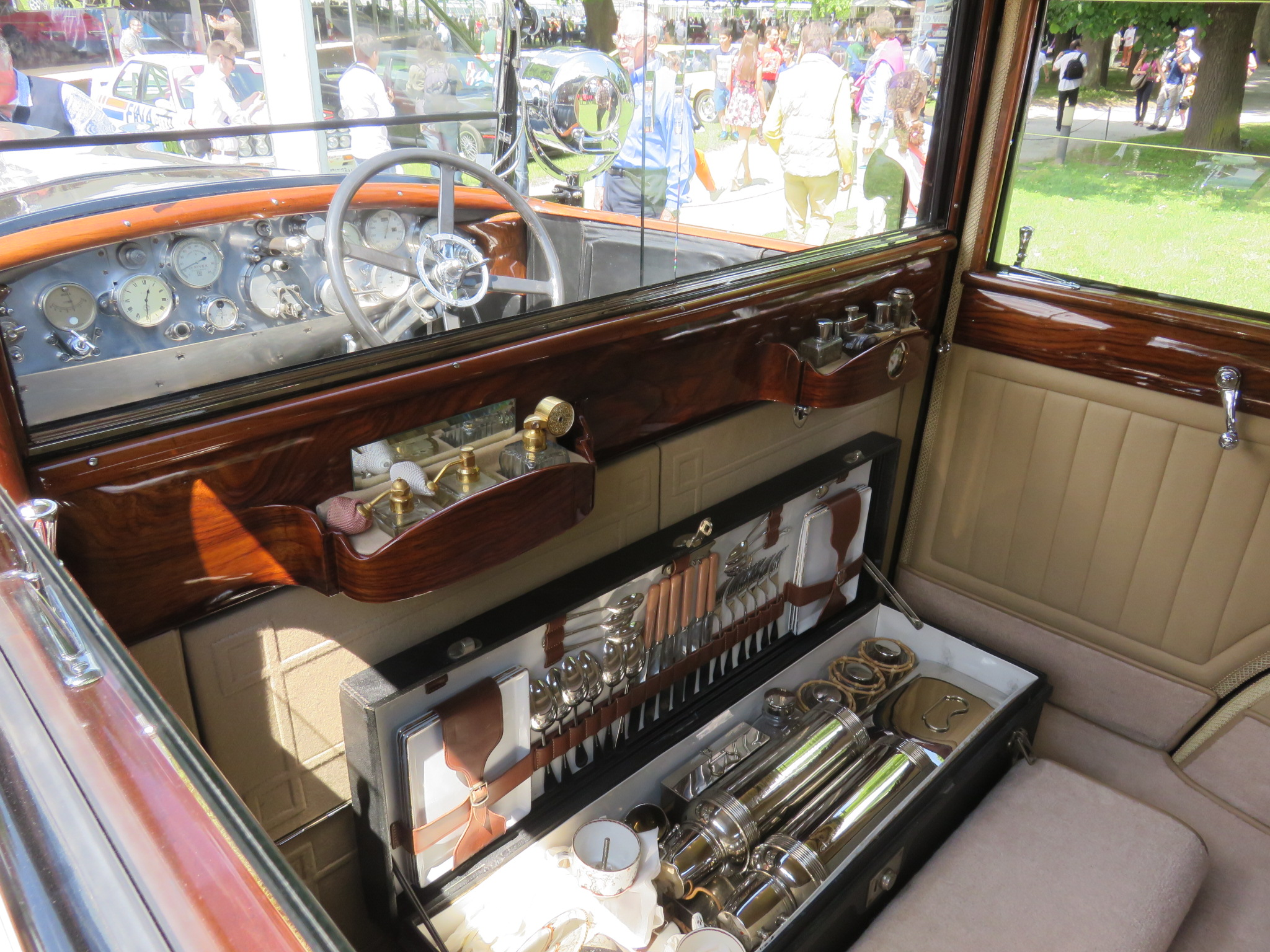
Салон Farman A6B

Щоб залучити клієнтів, одного слогану "Автомобілі їздять, а Farman ковзає" було замало, тому в 1926 році Фармани вирішують підготувати спортивну версію моделі А6В, яка отримала в назві приставку у вигляді слова Sport. Блок 6.6-літрового мотора цієї машини був виготовлений з легкого сплаву Alpax, з нього ж був виготовлений і розподілвал. Мотор був оснащений двома карбюраторами "Зеніт". Розвивав цей агрегат 106 к.с.. Такі шикарні автомобілі собі замовляли тільки дуже заможні люди, серед яких був льотчик-ас Шарль Ненжессе, що збив 45 літаків під час Першої світової (і зниклий безвісти в 1927 році під час трансатлантичного перельоту), актриса Перл Уайт, а також представники королівської крові південних країн типу індійських магарадж або султана Марокко. У 1926 році автомобіль знову був наданий журналістам, які назвали його одним з найкращих автомобілів сучасності і, не дивлячись на статус транспортного засобу, яким мав управляти найманий шофер, Анрі Петі (автомобільний журналіст) рекомендував самим господарям іноді сідати за кермо цієї чудової машини.

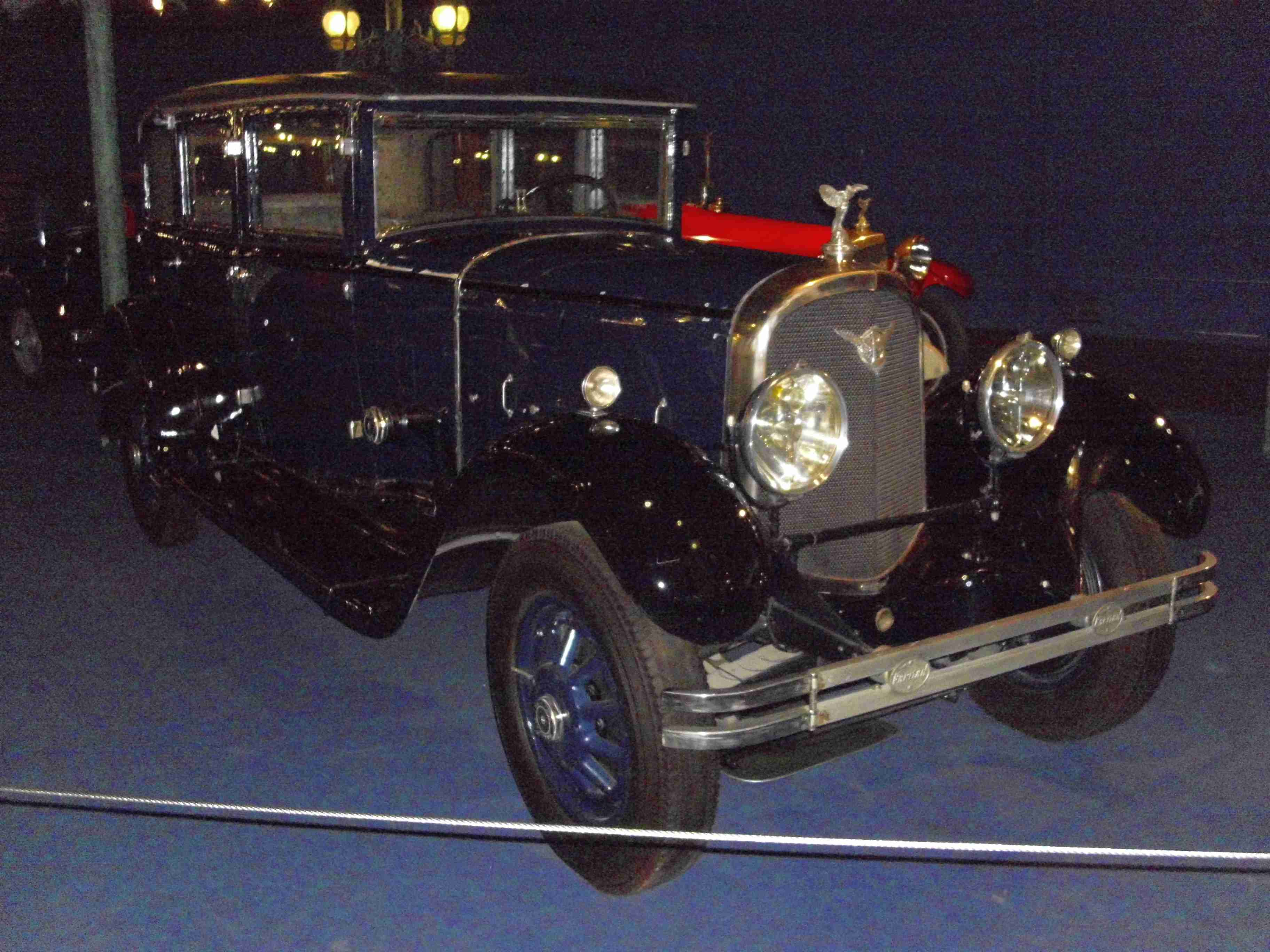
Farman Type NF Limousine

У 1926 році цей мотор, збільшений в об'ємі до 7.1 літра, встановлюють на нову модель NF (Nouvelle Farman), оновлений двигун видавав всі 126 к.с.. Це був хороший автомобіль з низкою інновацій: так у нього було подвійне рульове управління, де кермові наконечники мали щось на зразок пружин і при проколі водій спокійно міг утримати машину на дорозі; передня підвіска "Compound", яка складалася з поперечної і консольної ресори, ззаду були просто консольні ресори, обидва мости були оснащені амортизаторами Houdaille. Новий автомобіль розроблявся Вазежем за допомогою інженера Карле, який нещодавно влаштувався в фірму. З приходом Вазежа фірма братів Фарманів стала сама виготовляти авіаційні двигуни для своїх літаків, до цього вони використовували покупну продукцію. Але знову автомобіль практично не користувався попитом, і виною тут була не тільки висока ціна, але і відсутність розвиненої мережі збуту, покупцеві для замовлення доводилося приїжджати безпосередньо на завод у Булонь-Біянкурі.

## Припинення виробництва автомобілів

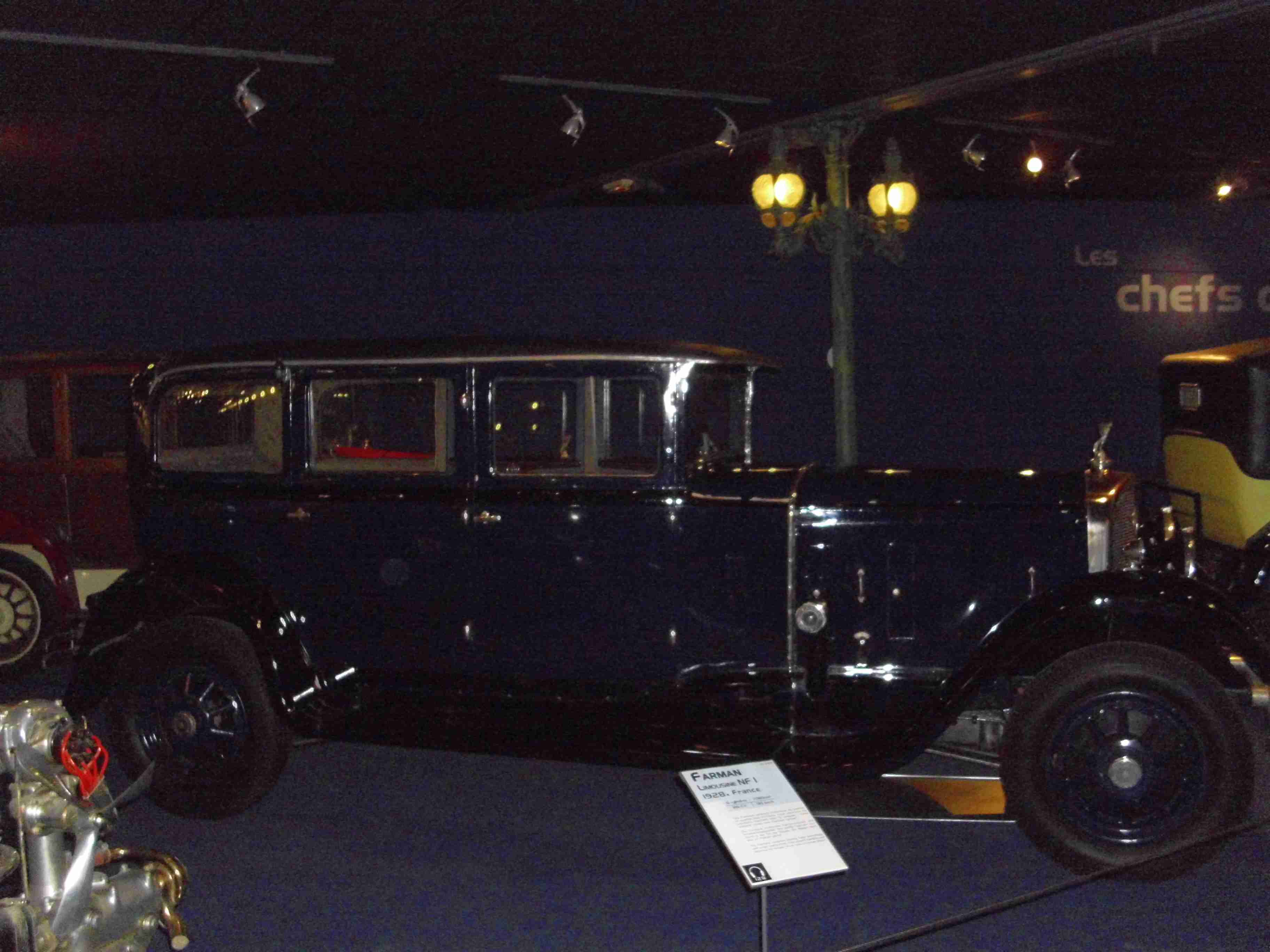
Farman Type NF Limousine

У 1930 році машина, що отримала назву NF2, отримує нову решітку радіатора за подобою американських автомобілів і 7.5 л двигун. Машина, вагою в дві з половиною тонни, легко могла розганятися до 140 км на годину, але виробництво оновленої версії тривало до 1931 року, після чого Фармани викинули білий прапор і покинули автомобільний ринок, продовживши займатися тим, що користувалося попитом і приносило дохід, а саме — літаками.

## Закриття компанії
У 1933 року фірма Lignes Aériennes Farman, що займалася авіаперевезенням пасажирів, входить до складу Air France, в 1936 році Farman Aviation Works після відставки обох молодших братів проходить націоналізацію державою і вливається до складу Société Nationale de Constructions Aéronautiques du Centre. А Анрі і Морісу Фарманам за заслуги перед Францією вручаються французькі паспорти. Не дивлячись на те, що месьє народилися і прожили все життя у Франції, вони були британськими громадянами, тому британці і вважають Фарманів своїми першими льотчиками. Моріс Ален Фарман, що поставив кілька рекордів швидкості і дальності, до кінця свого життя так і не отримав ліцензію пілота. 
Наприкінці 30-х років брати планували повернутися в автомобільний бізнес, воскресивши автомобільну марку і створивши автомобіль з V8 під капотом, проте далі проектів справа не пішла, але Фармани знову стали бізнесменами. У 1941 році Анрі і Моріс створили компанію Societe Anonyme des Usines Farman, яка викуповує автомобільну компанію Rosengart з Сюрен, оскільки засновник цієї компанії втік до США, залишивши фірму напризволяще. Але SAUF проіснувала всього три роки, після чого була націоналізована державною компанією Atelier Aéronautique, заснувавши тим самим компанію SNCASO.
У 1952 році син Моріса Фармана — Марсель Фарман, воскрешає фірму Societe Anonyme des Usines Farman, і навіть сконструював тренувальний літак Farman F.500 Monitor, проте вже в 1956 році фірма припиняє виробництво літаків. Переключившись на випуск устаткування, в 1960 році Марселем Фарманом засновується дочірня компанія Société Générale de Mécanique, яка починає виготовляти промислові верстати та інше обладнання. У 1988 році Марсель Фарман пішов у відставку, а його місце зайняв Патрік Фарман, онук Моріса, через рік компанія купує виробника електрообладнання Société Tourangelle d'entreprises Electriques, загальна продукція вироблялася під назвою Farman. У 2007 році компанія увійшла до складу німецького виробника устаткування для заводів (у тому числі і автомобільних) — KUKA. У 2009 році німці продали свій французький підрозділ німецькій компанії ARS, яка перейменувала фірму в Farman Systems, а згодом вона змінила вивіску просто на Farman.
Анрі Фарман помер у 1958 році, Моріс пережив брата на шість років, а старший брат Річард "Дік", який так і залишився британським підданим, пішов на той світ ще в січні 1940 року. Брати Фармани залишили за собою близько 200 різних моделей літальних засобів і низку патентів, так Анрі Фарман був автором симулятора для навчання льотчиків.
Всього за всі роки виробництва автомобілів було побудовано не більше 120 екземплярів наземної техніки марки Farman, з яких до наших днів дожили тільки чотири автомобілі.

## Список автомобілів Farman
- 1920 - Farman A6
- 1921 - Farman A6A
- 1922 - Farman A6B
- 1926 - Farman A6B Sport
  - Farman NF
- 1930 - Farman NF2